# 소니 에릭슨 엑스페리아 X10 미니
소니 에릭슨 엑스페리아 X10 미니(Sony Ericsson XPERIA X10 mini)는 소니 에릭슨이 출시한 안드로이드 기반 스마트폰이다. 대한민국에는 SK텔레콤을 통해 2010년 11월 3일부터 판매가 시작되었다. 세계 시장에 출시된 안드로이드 기반 스마트폰 중 크기가 가장 작으며, 소니 에릭슨 선임 산업디자이너로 재직중인 한국인 김동규가 디자인하여 2010년 독일 레드닷 디자인상, 유럽 영상 음향 협회(EISA) 베스트 제품상을 수상하였다.